# Probopyrus insularis
Probopyrus insularis là một loài chân đều trong họ Bopyridae. Loài này được Rom n-Contreras & Bourdon miêu tả khoa học năm 2001.